# لی ده هوی
لی ده هوی (کره‌ای: 이대휘؛ زادهٔ ۲۹ ژانویه ۲۰۰۱) که بیشتر با نام ده‌هوی (انگلیسی: Daehwi) شناخته می‌شود، خواننده، تهیه‌کننده و مجری تلویزیونی اهل کره جنوبی است. او یکی از اعضای گروه پسرانهٔ کره‌ای ای‌بی‌سیکس است و همچنین به خاطر شرکت در برنامهٔ واقع‌نمای رقابتی شبکهٔ ام‌نت، پرودوس ۱۰۱ فصل ۲ شناخته می‌شود، جایی که او در نهایت جایگاه سوم را کسب کرد و یکی از اعضای گروه پسرانهٔ وانا وان شد.

## اوایل زندگی و تحصیلات
لی ده هوی متولد سئول، کره جنوبی است. پدر او زمانیکه شش ساله بود، به دلیل سیروز کبدی از دنیا رفت. او دو سال در اوساکا، ژاپن و شش سال در لس آنجلس، ایالات متحده آمریکا زندگی کرده‌است.